# Greg Holmes (tennis)
Pour les articles homonymes, voir Holmes.
Ne pas confondre avec Greg Holmes, joueur de rugby australien
Greg Holmes est un joueur de tennis américain, né le 29 août 1963 à Covina, en Californie.

## Palmarès

### En simple
Greg Holmes n'a atteint aucune finale en simple sur le circuit ATP. Il a toutefois gagné la médaille d'or en simple aux Jeux panaméricains en 1983. Sur le circuit ATP, ses meilleures performances ont été des demi-finales, à Honolulu en 1984, à LaQuinta en 1985 et à Séoul en 1988. Il a également réalisé quelques bonnes performances à l'US Open en atteignant trois fois de suite les huitièmes de finale, en 1983, où il s'est révélé alors qu'il était encore amateur avec une victoire sur Guillermo Vilas, en 1984, où il a notamment battu Aaron Krickstein, et en 1985.
À la fin de sa courte carrière, il a battu Todd Witsken au deuxième tour de Wimbledon 1989, dans ce qui est resté le plus long match du tournoi jusqu'au match Isner-Mahut en 2010.

### En double
Greg Holmes a remporté un titre ATP durant sa carrière, à Livingston en 1987, aux côtés de Gary Donnelly. Il a atteint trois autres finales : à l'Open du Japon en 1985 (avec Sammy Giammalva Jr) et en 1986 (avec Jimmy Arias) et à Livingston en 1986 (avec Sammy Giammalva Jr).

#### Titre en double (1)
| No | Date       | Nom et lieu du tournoi                          | Catégorie | Dotation | Surface    | Partenaire    | Finalistes              | Score    |  |
| -- | ---------- | ----------------------------------------------- | --------- | -------- | ---------- | ------------- | ----------------------- | -------- |  |
| 1  | 13-07-1987 | Volvo Tennis-New Jersey championship Livingston |           | 89 400 $ | Dur (ext.) | Gary Donnelly | Ken Flach Robert Seguso | 7-6, 6-3 |  |

#### Finales en double (3)
| No | Date       | Nom et lieu du tournoi                          | Catégorie | Dotation  | Surface    | Vainqueurs             | Partenaire         | Score         |  |
| -- | ---------- | ----------------------------------------------- | --------- | --------- | ---------- | ---------------------- | ------------------ | ------------- |  |
| 1  | 14-10-1985 | Tournoi de tennis du Japon Tokyo                |           | 125 000 $ | Dur (ext.) | Scott Davis David Pate | Sammy Giammalva Jr | 7-6, 6-7, 6-3 |  |
| 2  | 21-07-1986 | Volvo Tennis-New Jersey championship Livingston |           | 85 000 $  | Dur (ext.) | Bob Green Wally Masur  | Sammy Giammalva Jr | 5-7, 6-4, 6-4 |  |
| 3  | 13-10-1986 | Tournoi de tennis du Japon Tokyo                |           | 125 000 $ | Dur (ext.) | Matt Anger Ken Flach   | Jimmy Arias        | 6-2, 6-3      |  |